# Atlanta helicinoidea
Atlanta helicinoidea är en snäckart som beskrevs av John Edward Gray 1850. Atlanta helicinoidea ingår i släktet Atlanta och familjen Atlantidae. Inga underarter finns listade i Catalogue of Life.